# ダビング
ダビング（英: dubbing）とはビデオテープ、オーディオテープなどの記録内容を複製すること。英語圏では、声の別途録音（アフレコ）の意味で Dubbing と呼ばれるが、本項では日本における前者の記録の複製について述べる。

## 概要
日本の一般消費者の間で使われる意味合いとしては、大きく次の2つに分けられる。
1. コンパクトカセットやVHSなどの記録内容を2台のデッキを接続して複製したり[注 1]、CDラジカセなどを用いて音楽CDをコンパクトカセット・ミニディスクに録音することなどを指す。
2. DVDレコーダー・BDレコーダーでは、ハードディスクドライブに録画した映像をDVD・BDメディアに転送することをダビングと言う。必ずしも複製とは一致しない。
  - コピー・ワンス録画の場合、元の録画はハードディスクから消去されるためムーブ（移動）となる。この場合のダビングはムーブ（移動）と同義のように用いられる。
  - ダビング10の場合は「コピー9回+ムーブ1回」と表記されることからも分かるように、ダビングはコピー（複製）とムーブ（移動）の両方の意味を包む用語である。
  - コピー制限のない録画の場合、ダビングはコピー（複製）と事実上同義である。

放送済み番組のダビングを家族・友人以外の他人に譲渡することは著作権法に違反するおそれがある。キー局およびローカル局のウェブサイトでは「番組のダビングは著作権法等で禁じられているため、どのような事情であっても一切応じかねる」旨の表示をしている。
パーソナルコンピュータを使ってCDやDVDを複製する場合、ダビングという言葉はあまり用いられない。CD・DVDの内容をハードディスクに複製することは「リッピング」、CD・DVDをブランクメディアに複製する場合は「コピー」と呼ぶ事が多い。また、いずれのケースでも「バックアップ」と呼ぶことも多いが、意味合いが多少異なってくる。